# Батанат
Батанат (др.-греч. Βαθανάτιος) — кельтский вождь III века до н. э.
О кельтском предводителе Батанате известно из сообщения Афинея, исходившего из сведений Посидония. Повествуя о нападении  Бренна, во время вторжения кельтов, на Дельфы (279 год до н. э.), Афиней говорит, что Батанат с остатками потерпевших поражение галлов отошёл к Дунаю. Эти кельты вступили в долину Моравы. По мнению А.Смирнов-Бркић, ссылающейся и на Аппиана, данные события отдалены друг от друга по времени. Указанная ветвь галлов, расселившаяся на землях у слияния Дуная, Савы и Дравы, установив свое влияние на части придунайских территорий, создала конфедерацию скордисков со столицей в Сингидуне (нынешний Белград). Как отметил Б. Канлифф, эта местность считается самой южной частью Кельтской Европы. По замечанию М. Доморадски, у скордисков, сохранявших свою общественную структуру, существовал собственный династический дом — потомков Батаната. При этом в исторических источниках не приводятся имена других правителей скордисков, что Ф. Папазоглу объяснила децентрализованным характером их объединения, в то время как Батаната на роль общего предводителя избрали старейшины отдельных кельтских племён во время возвращения на Дунай. По замечанию Г. Биркхана, имя Батаната не является кельтским по происхождению. По мнению же В. Д. Михайловича, «Батанат» — это не имя собственное, но обозначает предводителя.